# Danh sách buổi biểu diễn trực tiếp của Katy Perry
Ca sĩ người Mỹ Katy Perry đã phát hành sáu album phòng thu cũng như một album acoustic và hai album trực tiếp kể từ khi cô được ra mắt vào năm 2001. Những điều này đã tạo ra bốn chuyến lưu diễn (trên toàn thế giới), và rất nhiều buổi biểu diễn trên truyền hình và các lễ trao giải. Năm 2001, cô phát hành album phòng thu đầu tiên Katy Hudson với tên thật là Katy Hudson, đây chỉ là album nhạc Cơ đốc. Kể từ khi lấy nghệ danh Katy Perry, cô đã tổ chức quảng bá tất cả các album của mình, bắt đầu với album thứ hai One of the Boys vào năm 2008 và 2009, thông qua các buổi biểu diễn tại một số lễ hội bao gồm Jingle Ball và MTV Video Music Awards.
Năm 2009, cô bắt đầu chuyến lưu diễn đầu tiên của mình, Hello Katy Tour, ghé thăm Bắc Mỹ, Châu Âu, Châu Á, Châu Đại Dương và thu về hơn 1,5 triệu đô la từ 89 buổi diễn. Perry đã phát hành album trực tiếp đầu tiên của mình, MTV Unplugged, hợp tác với MTV vào tháng 11 năm đó. Cô bắt đầu chuyến lưu diễn vòng quanh thế giới thứ hai California Dreams Tour vào năm 2011 để quảng bá cho album phòng thu thứ ba Teenage Dream. Chuyến đi đã ghé thăm Châu Âu, Châu Đại Dương, Châu Á, Bắc Mỹ và Nam Mỹ. California Dreams Tour là chuyến lưu diễn thành công quốc tế, với việc bán hết vé và đứng thứ 16 trong "Top 25 chuyến lưu diễn thế giới năm 2011" của Pollstar, thu về hơn 59,5 triệu đô la. Vào cuối năm 2011, Billboard xếp hạng chuyến lưu diễn ở vị trí thứ 13 trong "Top 25 chuyến lưu diễn" hàng năm, thu về gần 48,9 triệu đô la và giành được giải thưởng Headliner Tour được yêu thích nhất tại People's Choice lần thứ 38. Vào tháng 7 năm 2012, cô phát hành bộ phim tài liệu sân khấu đầu tiên, Katy Perry: Part of Me, bao gồm các cảnh quay từ California Dreams Tour.
Chuyến lưu diễn tiếp theo của Perry được đặt tên là Prismatic World Tour bắt đầu vào tháng 5 năm 2014 và kết thúc vào tháng 10 năm 2015 tại Châu Âu, Bắc Mỹ, Châu Đại Dương, Châu Á và Nam Mỹ. Chuyến lưu diễn đã hỗ trợ quảng bá cho album phòng thu thứ tư Prism của cô được phát hành vào tháng 10 năm 2013. Chuyến lưu diễn đã thu về hơn 204,3 triệu đô la từ 151 buổi biểu diễn với tổng số người tham dự là 1.984.503 từ năm 2014 đến 2015, trở thành chuyến lưu diễn dài nhất, được tham dự nhiều nhất, có doanh thu cao nhất và thành công nhất cho đến nay của Perry. Buổi biểu diễn ngày 28 tháng 11 ở Sydney được thu âm cho album trực tiếp thứ hai của cô, The Prismatic World Tour Live, được phát hành vào tháng 10 năm 2015, hai tuần sau chuyến lưu diễn và bắt đầu ở Costa Rica.
Vào tháng 7 năm 2016, nữ ca sĩ đã phát hành "Rise", bài hát chủ đề của Thế vận hội Mùa hè 2016. Một năm sau, cô phát hành album phòng thu thứ năm Witness (2017), ca khúc chủ đề  bị rò rỉ vào tháng 5 năm 2016. Album được phát hành vào tháng 6 năm 2017. Để cùng với việc phát hành album, nữ ca sĩ đã tự phát sóng trong bốn ngày trên YouTube với một chương trình phát trực tiếp kéo dài bốn ngày có tựa đề Katy Perry Live: Witness World Wide. Ba tháng sau, Witness: The Tour bắt đầu ở Montreal sau khi một số đêm hoà nhạc bị hủy hoặc được xây dựng lại "do vấn đề sản xuất". Vào cuối năm 2017, chuyến lưu diễn đứng ở vị trí thứ 77 trong "Top 100 chuyến lưu diễn toàn cầu hàng đầu năm 2017" của <i id="mwTg">Pollstar</i>, ước tính rằng Witness: The Tour đã thu về 28,1 triệu đô la và có 266.300 người đã tham dự trong suốt cả năm. Vào tháng 7 năm 2018, Pollstar đã xếp chuyến lưu diễn ở vị trí thứ 14 trong "Top 100 chuyến lưu diễn toàn cầu giữa năm 2018" với 48,8 triệu đô la và 577.617 vé bán ra trong 54 buổi diễn. Chuyến lưu diễn thu về hơn 124,2 triệu đô la và nó trở thành chuyến lưu diễn thành công thứ hai của Perry cho đến nay.